# Ligne principale Kansai
La ligne principale Kansai (関西本線, Kansai-honsen), aussi appelée la « ligne du Kansai », est une ligne de chemin de fer au Japon, qui relie la gare de Nagoya à celle de JR Namba à Osaka. Elle est gérée conjointement par la Central Japan Railway Company (JR Central) et la West Japan Railway Company (JR West). La frontière entre les deux compagnies étant la gare de Kameyama à Kameyama dans la préfecture de Mie.

## Histoire
La ligne a été construite à l'origine dans les années 1890 par la Kansai Railway (intégrée plus tard dans la Société gouvernementale des chemins de fer japonais, puis dans la Japanese National Railways) comme une ligne alternative depuis le sud d'Osaka jusqu'à Nara et Nagoya. Mais la concurrence avec les lignes Kintetsu et la baisse du nombre d'usagers ont coupé la ligne en trois sections distinctes, deux lignes de banlieue autour d'Osaka et de Nagoya, avec une section peu utilisée au milieu.

## Caractéristiques

### Ligne
La section depuis la gare de Kamo jusqu'à la gare de JR Namba est électrifiée et fait partie du « Réseau Urbain » de la JR West; elle est également nommée la ligne Yamatoji. La section de Nagoya à Kameyama est également électrifiée. La partie centrale de la ligne, très rurale, est à voie unique et non électrifiée.

### Liste des gares

#### Section Nagoya - Kameyama
Cette section, située dans l'aire urbaine de Nagoya, est exploitée par la JR Central.
| Numéro | Gare             | Nom japonais | Distance depuis Nagoya (km) | Correspondances | Ville     | Ville              |
| ------ | ---------------- | ------------ | --------------------------- | --- | --------- | ------------------ |
| CJ00   | Nagoya           | 名古屋       | 0                           | JR Central : Tōkaidō Shinkansen, Tōkaidō, Chūō Kintetsu : Nagoya (à Kintetsu-Nagoya) Meitetsu : Nagoya (à Meitetsu Nagoya) Nagoya Rinkai Rapid Transit : Aonami Métro de Nagoya : Higashiyama, Sakura-dōri | Nagoya    | Préfecture d'Aichi |
| CJ01   | Hatta            | 八田         | 3,8                         | Métro de Nagoya : Higashiyama Kintetsu : Nagoya (à Kintetsu-Hatta) | Nagoya    | Préfecture d'Aichi |
| CJ02   | Haruta           | 春田         | 7,5                         | | Nagoya    | Préfecture d'Aichi |
| CJ03   | Kanie            | 蟹江         | 9,3                         | | Kanie     | Préfecture d'Aichi |
| CJ04   | Eiwa             | 永和         | 12,2                        | | Aisai     | Préfecture d'Aichi |
| CJ05   | Yatomi           | 弥富         | 16,4                        | Meitetsu : Bisai Kintetsu : Nagoya (à Kintetsu-Yatomi) | Yatomi    | Préfecture d'Aichi |
| CJ06   | Nagashima        | 長島         | 19,6                        | Kintetsu : Nagoya (à Kintetsu-Nagashima) | Kuwana    | Préfecture de Mie  |
| CJ07   | Kuwana           | 桑名         | 23,8                        | Kintetsu : Nagoya Yoro Railway : Yōrō Sangi Railway : Hokusei (à Nishi-Kuwana) | Kuwana    | Préfecture de Mie  |
| CJ08   | Asahi (ja)       | 朝日         | 28,5                        | | Asahi     | Préfecture de Mie  |
| CJ09   | Tomida           | 富田         | 31,7                        | Kintetsu : Nagoya (à Kintetsu-Tomida) Sangi Railway : Sangi (à Kintetsu-Tomida) | Yokkaichi | Préfecture de Mie  |
| CJ10   | Tomidahama       | 富田浜       | 33,0                        | | Yokkaichi | Préfecture de Mie  |
| CJ11   | Yokkaichi        | 四日市       | 37,2                        | JR Freight : branche de Shiohama | Yokkaichi | Préfecture de Mie  |
| CJ12   | Minami-Yokkaichi | 南四日市     | 40,4                        | | Yokkaichi | Préfecture de Mie  |
| CJ13   | Kawarada         | 河原田       | 44,1                        | Ise Railway : Ise (interconnexion) | Yokkaichi | Préfecture de Mie  |
| CJ14   | Kawano           | 河曲         | 47,5                        | | Suzuka    | Préfecture de Mie  |
| CJ15   | Kasado           | 加佐登       | 50,9                        | | Suzuka    | Préfecture de Mie  |
| CJ16   | Idagawa          | 井田川       | 55,3                        | | Kameyama  | Préfecture de Mie  |
| CJ17   | Kameyama         | 亀山         | 59,9                        | JR Central : Kisei (interconnexion) JR West : Kansai | Kameyama  | Préfecture de Mie  |

#### Section Kameyama - Kamo
Cette section, exploitée par la JR West, constitue par la partie rurale de ligne. Elle est à voie unique et non électrifiée.
| Gare           | Nom japonais | Distance depuis Nagoya (km) | Correspondances            | Ville           | Ville               |
| -------------- | ------------ | --------------------------- | -------------------------- | --------------- | ------------------- |
| Kameyama       | 亀山         | 59,9                        | JR Central : Kansai, Kisei | Kameyama        | Préfecture de Mie   |
| Seki (ja)      | 関           | 65,6                        |                            | Kameyama        | Préfecture de Mie   |
| Kabuto         | 加太         | 71,0                        |                            | Kameyama        | Préfecture de Mie   |
| Tsuge          | 柘植         | 79,9                        | JR West : Kusatsu          | Iga             | Préfecture de Mie   |
| Shindō         | 新堂         | 86,1                        |                            | Iga             | Préfecture de Mie   |
| Sanagu         | 佐那具       | 90,5                        |                            | Iga             | Préfecture de Mie   |
| Iga-Ueno       | 伊賀上野     | 94,5                        | Iga Railway : Iga          | Iga             | Préfecture de Mie   |
| Shimagahara    | 島ヶ原       | 101,8                       |                            | Iga             | Préfecture de Mie   |
| Tsukigaseguchi | 月ケ瀬口     | 104,8                       |                            | Minamiyamashiro | Préfecture de Kyoto |
| Ōkawara        | 大河原       | 108,8                       |                            | Minamiyamashiro | Préfecture de Kyoto |
| Kasagi         | 笠置         | 114,2                       |                            | Kasagi          | Préfecture de Kyoto |
| Kamo           | 加茂         | 120,9                       | JR West : Yamatoji         | Kizugawa        | Préfecture de Kyoto |

#### Section Kamo - JR Namba
Cette section est exploitée sous le nom de ligne Yamatoji par la JR West.